# Ray LaMontagne
Raymond Charles Jack LaMontagne (Nashua, Nuevo Hampshire; 18 de junio de 1973) es un cantante y compositor estadounidense. Ha publicado cinco álbumes de estudio,  Trouble, Till the Sun Turns Black, Gossip in the Grain, God Willin' & the Creek Don't Rise y Supernova. Vive en Massachusetts con su esposa y dos hijos.

## Carrera
LaMontagne se inspiró para comenzar su carrera como cantante y compositor después de escuchar el álbum Manassas, de Stephen Stills. LaMontagne comenzó a componer en 1999, mientras trabajaba a tiempo parcial como profesor particular, y en el verano del mismo año grabó 10 canciones para un álbum de presentación que fue enviado a diversos locales de la escena musical, siendo contratado por el Oddfellow Theatre, de Maine, como telonero de John Gorka y Jonathan Edwards.
En 2005 actuó en dos eventos de solidaridad, para las víctimas del huracán Katrina y en el "Warren Haynes Christmas Jam".
La canción "You Are The Best Thing" fue incluida en la película "I Love You, Man" y en la serie de televisión "One Tree Hill". LaMontagne participó en Saturday Night Live en marzo de 2009. Las canciones  "Sarah" y "I Still Care For You"  aparecieron en la serie de televisión “House M. D.” Su canción "Let It Be Me" fue incluida en la banda sonora de la serie de televisión "Parenthood" en 2010. También fue utilizada en un episodio de la sexta temporada de la serie "Criminal Minds", titulado "JJ".
LaMontagne actuó en el programa "Live from Abbey Road", en octubre de 2006. En agosto de 2010 se presentó en un evento de solidaridad en Nashville, TN, para recaudar dinero para las víctimas de una inundación local.
La canción "Empty" se escuchó en un episodio de "Law & Order". En 2010 sonó durante los créditos de la película "The Conspirator". También apareció en "Detachment", película de Tony Kaye, y en "VH1 Narradores" en 2011. Contó la historia de cómo su apreciada y costosa guitarra fue destruida por su esposa cuando regresó de una gira, lo que le hizo reconsiderar sus prioridades.
En 2011, Ray interpretó a dúo con la cantante irlandesa Lisa Hannigan la canción "O Sleep", una de las canciones de su álbum Passenger, nominado al Music Award.

## Arte

### Estilo

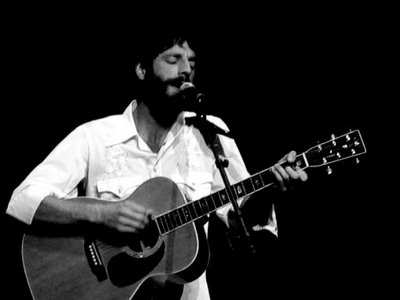
Ray LaMontagne en vivo

LaMontagne tiene un estilo vocal único, que según él, es creado por el canto a través de su intestino en vez de dirigirlo por la nariz. Cita a Stephen Stills, Richard Manuel y Rick Danko como fuertes influencias musicales mientras que los críticos han comparado la música de LaMontagne a la de The Band, Van Morrison, Nick Drake y Tim Buckley.

## Discografía
- 2004: Trouble
- 2006: Till the Sun Turns Black
- 2008: Gossip in the Grain
- 2010: God Willin' & the Creek Don't Rise
- 2014: Supernova
- 2016: Ouroboros